# Hilpensberg
Hilpensberg ist ein Wohnplatz Denkingens, einer von sieben Ortschaften der Stadt Pfullendorf im baden-württembergischen Landkreis Sigmaringen in Deutschland.

## Geographie

### Geographische Lage
Der Weiler Hilpensberg liegt auf der Gemarkung Denkingen östlich von Straß. In Hilpensberg befindet sich der höchste Punkt der Stadt Pfullendorf.

## Geschichte
Hilpensberg wurde erstmals 1337 als Hiltpolsberg urkundlich erwähnt. Im Jahr 1387 war ein hiesiger Hof Zubehör der Burg Ramsberg. Der Ort wurde 1393 zusammen mit Daisendorf, Schönach und Langgassen in einer „Gewährschaft und Versicherung“ von Margarethen von Ladenberg erwähnt. Zu einem unbekannten Zeitpunkt hatte das Zisterzienserinnenkloster Wald einen Hof und ein Gut in Hilpensberg erworben, im Jahr 1500 aber tauschten Propst und Kapitel von Betenbrunn gegen ihren Hofgut in dem waldischen Dorf Hippetsweiler ein.
Hilpensberg war Teil des Amts Denkingen des Spitals Überlingen. Der Weiler gehörte zum Gebiet der freien Reichsstadt Überlingen. Mit dem Reichsdeputationshauptschluss verlor Überlingen 1803 die Reichsunmittelbarkeit und wurde Teil des Kurfürstentums bzw. späteren Großherzogtums Baden. Verwaltet wurde es vom Amt bzw. Bezirksamt Überlingen. Im Jahr 1939 ging das Bezirksamt in den Landkreis Überlingen auf.
Ab 1803 gehörte der Weiler Hilpensberg zur Gemeinde Denkingen des Bezirksamts Pfullendorf im badischen Seekreis und bildete die Grenze zwischen dem Großherzogtum Baden und Württemberg.
Im Zuge der Gemeindegebiets- und Kreisreform in Baden-Württemberg wurde die bis dahin selbständige Gemeinde Denkingen und somit auch Hilpensberg zum 1. Januar 1973 zur Stadt Pfullendorf eingemeindet und diese zeitgleich dem Landkreis Sigmaringen zugeordnet.

### Einwohner
In Hilpensberg leben aktuell 53 Einwohner (Stand: Mai 2015).

## Religion
Kirchlich gehört Hilpensberg bis 1736 zur römisch-katholischen Pfarrei Pfullendorf und bis heute zur Pfarrei Denkingen.

## Persönlichkeiten
- Adolf Bernhard (* 21. September 1882 in Hilpensberg, † 11. Juli 1942 im KZ Dachau); kath. Märtyrerpriester, Religionslehrer und Opfer des NS-Regimes. Er wurde als Pfarrer von Hondingen am 17. September 1940 von der Gestapo verhaftet und aufgrund des Heimtückegesetzes 1941 in das Konzentrationslager Dachau verbracht. Dort wurde er durch den KZ-Arzt Sigmund Rascher in einer medizinischen Versuchsreihe mit Phlegmoneerregern infiziert und verstarb daran.[7][8][9]